# Magyar tudománytörténeti művek listája
Az alábbi lista a magyar nyelvű tudománytörténeti műveket tartalmazza.

## Általános művek
- Budai Ézsaiás: Régi tudós világ históriája, Debrecen, 1802 E-változat (részlet) a Digitális Klasszika weboldalán REAL-R
- Papp Márton: A természettudományok közép-kori története, Pest, 1867 (elektronikus elérhetőség)
- W. Bölsche: A természettudomány fejlődésének története, Budapest, 1912
- Komjáthy Aladár: A tudás fája. Természetmagyarázat az ókortól napjainkig, Egyetemi Nyomda, Budapest, 1947
- John D. Bernal: Tudomány és történelem, Gondolat Kiadó, Budapest, 1963, 846 p.
- Vekerdi László: Kalandozás a tudományok történetében, Magvető Könyvkiadó, Budapest, 1969, 248 p.
- Benedek István: Hippokratésztől Darwinig – A természettudomány nagy korszakai, Népszava Lap- és Könyvkiadó, Budapest, 1986, ISBN 963-322-338-5, 151 p.
- Benedek István: A tudás útja, Magyar Könyvklub, Budapest, 1994, ISBN 963-8224-59-2, 352 p.
- Magyar tudóslexikon A-tól Zs-ig. Főszerk. Nagy Ferenc. Budapest: Better; MTESZ; OMIKK. 1997. ISBN 963-85433-5-3

## Biológiatörténet

### Egyetemes
- Isaac Asimov: A biológia rövid története, Gondolat Kiadó, Budapest, 1972 , 278 p.
- Thomas Junker: A biológia története – Az élet tudománya, Corvina Kiadó, Budapest, 2007, ISBN 9789631355956, 140 p.

### Magyar
- Rapaics Rajmund: A magyar biológia története, Akadémiai Kiadó, Budapest, 1953, 304 p.

## Csillagászattörténet

### Egyetemes
- J. C. Houzeau: A csillagászat történelmi jellemvonásai, megvilágitva a csillagászat elveinek és az egyetemes mivelődés tényezőinek fejlődésével, Budapest, 1889
- Paul Couderc: A csillagászat története, Gondolat Könyvkiadó, Budapest, 1964, 215 p.
- Michael Hoskin: A csillagászat története, Magyar Világ Kiadó, Budapest, 2004,  helytelen ISBN kód: 9639075304
- Ifj. Gazda István – Marik Miklós: Csillagászattörténeti ABC, Tankönyvkiadó, Budapest, 1982, ISBN 9631761622

### Magyar
- Gazda István: A magyar csillagászat történetéből, Magyar Tudománytörténeti Intézet, 2002, 287 p.

## Filozófiatörténet

### Egyetemes
- Ercsei Dániel: Philosophia históriája, Debreczen, 1825
- Purgstaller József: A bölcselet elemei I–VI., IV. kötet: A bölcsészet története, Pest, 1847, 212 p. (elektronikus elérés: Google books)
- Molnár Aladár: A bölcsészet története főbb vonalaiban előadva, Pest, 1867
- Pauer Imre: A philosophia történelme I–II., Pest, 1869
- Domanovszky Endre: A bölcsészet története I–IV., Budapest, 1870–1890 (Az I., III., és IV. kötet elektronikus elérése: MEK)
- Lewes György Henrik: A philosophia története I–III., Magyar Tudományos Akadémia Könyvkiadó Hivatala, Budapest, 1876–1878 (elektronikus elérés: REAL-EOD)
- Nagy Ferenc: A bölcsészet története kezdettől mostanig. Magán és iskolai használatra, Kecskemét, 1877
- Tóth Ferenc: Bölcsészet történelme. Tanulók s művelt olvasók számára I–III., Debrecen, 1872–1884
- Albert Stöckl: A bölcselet története I–II., Eger, Érseki Lyceum, 1882
- Szlávik Mátyás: Bölcsészettörténet I–II., Eperjes és Pozsony, 1888–1889
- Pekár Károly: A filozófia története – Az emberi gondolkodás története, Athenaeum Irodalmi és Nyomdai R.-T., Budapest, 1902, 468 p
- Schwegler Albert: A bölcselet története, Franklin-Társulat Magyar Irod. Intézet és Könyvnyomda, Budapest, 1904, 547 p..
- Serédi Lajos: A filozófia története, Stampfel Károly kiadása, Pozsony–Budapest, 1904, 164 p.
- Trócsányi Dezső: Bölcselettörténelem, Főiskolai Nyomda, Pápa, 1939, 477 p.
- Hajós József: A bölcselet története, Vörösmarty Nyomda, Székesfehérvár, 1941, 394 p.
- Kecskés Pál: A bölcselet története főbb vonásaiban, Szent István-Társulat, Budapest, 1943, 712 p. (elektronikus elérés: PPEK)
- Halasy-Nagy József: A filozófia története, Pantheon Irodalmi Intézet R.-T. Kiadása, Budapest, 1943, 372 p.
- Málnási Bartók György: A filozófia története I–II., 1934, csak napjainkban került kiadásra: Mikes International, Hága, Hollandia, 2002 (elektronikus elérés: I. kötet: MEK, II. kötet: MEK)
- Sándor Pál: A filozófia története I–III. (I.: A Marx előtti filozófia története; II.: Marxtól Leninig; III.: Lenintől napjainkig), Akadémiai Kiadó, Budapest, 1965
- A filozófia története I–VII., Gondolat Könyvkiadó, Budapest, 1970
- Lendvai L. Ferenc – Nyíri J. Kristóf: A filozófia rövid története – A Védáktól Wittgensteinig, Kossuth Könyvkiadó, Budapest, 1985,  helytelen ISBN kód: 963-09-2615-0 , 275 p
- Pais István: A filozófia története, szerzői magánkiadás, Budapest, 2005, ISBN 963-460-420-X, 665 p.
- Delius–Gatzemeier–Sertcan–Wünscher: A filozófia története az ókortól napjainkig , Vince Kiadó, 2008 , ISBN 9789639731622, 120 p.
- (szerk.) Boros Gábor: Filozófia, Akadémiai Kiadó, Budapest, 2013, ISBN 9789630584869, 1436 p.
- Étienne Gilson: A középkori filozófia története. Budapest: Kairosz Kiadó. 2015.  ISBN 9789636627850

### Magyar
- Erdélyi János: A bölcsészet Magyarországon, Budapest, 1885 (Filozofiai Irók Tára VI.), a mű nem lett befejezve: csak a 17. századig dolgozza fel tárgyát

## Fizikatörténet

### Egyetemes
- Baumgartner Alajos: A fizika története, Budapest, Stampfel-féle Könyvkiadóhivatal, 1913
- Bernal, J. D.: A fizika fejlődése Einsteinig, Gondolat Kiadó–Kossuth Kiadó, 1977
- Czógler Alajos: A fizika története életrajzokban I–II., Budapest, Királyi Magyar Természettudományi Társulat, 1882
- Fehér Imre – Horváth Árpád: A fizika és a haladás I–IV., Budapest, Tankönyvkiadó, 1960–1967
- Fülöp Zsigmond: A kísérletezés úttörői, Budapest, Gondolat Kiadó, 1958
- Gamow, George: A fizika története, Budapest, Gondolat Könyvkiadó, 1965
- Gazda István – Sain Márton: Fizikatörténeti ABC, Budapest, Tankönyvkiadó, 1980
- Heller Ágost: A physika története I–II., Budapest, Királyi Magyar Természettudományi Társulat, 1891–1902
- Herneck, Friedrich: Az atomkorszak úttörői, Budapest, Gondolat Kiadó, 1969
- Koczkás Gyula: Örök törvények. A fizika regénye, Budapest, Béta Irodalmi Rt., 1947
- Komjáthy Aladár: A tudás fája. Természetmagyarázat az ókortól napjainkig, Budapest, Egyetemi Nyomda, 1947
- Kudrjavcev, P. Sz.: A fizika története, Budapest, Akadémiai Kiadó, 1960
- Laue, Max von.: A fizika története, Budapest, Gondolat Kiadó, 1960
- Molnár Miklós: A fizika története, Szeged, JATE Kiadó, 1990
- Szabó Árpád: A fizika története, Budapest, Akadémiai Kiadó, 2007
- Simonyi Károly: A fizika kultúrtörténete, Budapest, Gondolat Könyvkiadó, 1978

### Magyar
- M. Zemplén Jolán: A háromezeréves fizika, Budapest, Akadémiai Kiadó, 1961
- M. Zemplén Jolán: A magyarországi fizika története 1711-ig, Budapest, Akadémiai Kiadó, 1961
- M. Zemplén Jolán: A magyarországi fizika története a XVIII. században, Budapest, Akadémiai Kiadó, 1964

## Földrajztudománytörténet

### Egyetemes
- J. Boccardo: A föld és fokozatos meghódítása. A földrajz és kereskedelem története 24 előadásban, Pest, 1864
- J. Verne: A föld felfedezése. A hiresebb utazók története a legrégibb időktől a XVIII. századig, Budapest, 1881–1882
- Cholnoky-Germanus-Baktay-Kéz: A föld felfedezői és meghódítói I-V., Révai Irodalmi Intézet, Budapest, 1938
- I. P. Magidovics: A földrajzi felfedezések története, Gondolat Könyvkiadó, Budapest, 1961
- Ormos Mária: A Föld felfedezése és meghódítása, Kossuth Kiadó, Budapest, 2016

### Magyar
- Inkey Béla: A magyarországi talajvizsgálat története, Budapest, 1914

## Jogtudománytörténet

### Egyetemes
- Wenzel Gusztáv: Az egyetemes európai jogtörténetnek rövid vázlata, Budapest, 1878, 218 p
- Hajnik Imre: Egyetemes európai jogtörténet a középkor kezdetétől a francia forradalomig, 3. javított kiadás, Budapest, 1891, 383 p. (elektronikus elérhetőség , de 1900-as kiadás)
- Európai jogtörténet compendiuma – Alapvizsgázók használatára, Grill Károly kiadása, Budapest, 1904, 139 p.
- Gönczi Katalin – Stipta István – Zlinszky János: Egyetemes jogtörténet I–II., Nemzeti Tankönyvkiadó Rt., Budapest, 1999, ISBN 963-19-0347-8 és ISBN 963-19-2283-9, 620+310 p
- Kajtár István – Herger Csabáné: Egyetemes állam- és jogtörténet, Dialóg Campus Kiadó, Budapest–Pécs, 2013, ISBN 978-615-5376-10-8, 414 p

### Magyar
- Wenzel Gusztáv: Magyarország jogtörténetének rövid vázlata, Pest, 1872, 125 p. (elektronikus elérhetőség: )
- Hajnik Imre: Magyar alkotmány- és jogtörténelem, I. köt. Magyar alkotmány és jog az Árpádok alatt (a sorozat nem folytatódott), Pest, 1872, 377 p. (elektronikus elérhetőség )
- Király János: Magyar alkotmány és jogtörténet, különös tekintettel a nyugat-európai jogfejlődésre, Budapest, 1908, 727 p. (reprint kiadás: Históriaantik kiadó)
- Illés József: Bevezetés a magyar jog történetébe – A források története. Függelékül válogatott forráshelyek gyűjteménye, Budapest, 1910, 335 p. (reprint kiadás: Históriaantik kiadó)
- Timon Ákos: Magyar alkotmány- és jogtörténet, különös tekintettel a nyugati államok jogfejlődésére. 5. bővített kiadás, Budapest, 1917, 823 l. (reprint kiadás: Históriaantik kiadó)
- Kötsky Gábor: A magyar alkotmány és jogtörténet compendiuma, Grill Károly Könyvkiadó Vállalata, Budapest, 1918, 140 p.
- Eckhart Ferenc: Magyar alkotmány- és jogtörténet, Politzer Zsigmond és Fia kiadása, Budapest, 1946, 468 p.
- Horváth Attila – Völgyesi Levente: Jogtörténeti atlasz – Térképvázlatok a magyar alkotmány- és jogtörténet tanulmányozásához, Rejtjel Kiadó, Budapest, 1999, 60 p.
- Csizmadia Andor – Kovács Kálmán – Asztalos László: Magyar állam- és jogtörténet, Nemzeti Tankönyvkiadó Rt., Budapest, 2005, ISBN 963-19-4566-9, 573 p.
- (szerk. Mezey Barna) Magyar jogtörténet, Osiris Kiadó, Budapest, 2007, ISBN 978-963-389-901-4, 515 p.

## Kémiatörténet

### Egyetemes
- Fülöp Zsigmond: A bölcsek köve, Műszaki Könyvkiadó, Budapest, 1957, 343 p.
- Balázs Lóránt – Hronszky Imre – Sain Márton: Kémiatörténeti ABC, Tankönyvkiadó, Budapest, 1981, 199 p.
- Balázs Lóránt: A kémia története, Gondolat Kiadó, Budapest, 1974, 761 p.
- Pető Gábor Pál – Szabadváry Ferenc: A kémia nagy pillanatai, Aranyhal Könyvkiadó, Budapest, 2002, 161 p.

### Magyar
- Szabadváry Ferenc – Szőkefalvi Nagy Zoltán: A kémia története Magyarországon, Akadémiai Kiadó, Budapest, 1972, 365 p.
- Szathmáry László: Magyar alkémisták, Könyvmíves Könyvkiadó, 1986

## Kronológiatörténet
- Knauz, Nándor. Kortan (1876)
- Filep László – Bereznai Gyula. A számírás története. Gondolat Kiadó (1982)
- Hahn, István. Naptári rendszerek és időszámítás. Gondolat Kiadó (1983)
- Karlovits-Vass-Katona: Az időmérés története, Országos Műszaki Múzeum, 1984
- Szentpétery, Imre. A kronológia kézikönyve (1985)
- Kristó, Gyula. Kronológia (1986)
- Kisbán Gyula – Schalk Gyula: Naptártörténeti kislexikon – Naptártörténet és kronológia, Fiesta Kft.-Saxum Kft., Budapest, 1999, ISBN 963-8133-83-X

## Matematikatörténet

### Egyetemes
- Juskevics, A. P.: A középkori matematika története, Gondolat Könyvkiadó, Budapest, 1982
- Kofler, Edward: Fejezetek a matematika történetéből, Gondolat Kiadó, Budapest, 1965
- Ribnyikov, K. A.: A matematika története, Tankönyvkiadó, Budapest, 1968
- Róka Sándor (szerk): Miért lettem matematikus, Typotex kiadó, 2003
- Sain Márton: Nincs királyi út – Matematikatörténet Gondolat, Budapest 1986.ISBN 963-281-704-4
- Sain Márton: Matematikatörténeti ABC, Typotex kiadó, 1993
- Simonovits András: Matematikatörténeti vázlat Archiválva 2007. szeptember 28-i dátummal a Wayback Machine-ben
- Szász Gábor: A matematika fejlődése, Tankönyvkiadó, Budapest, 1971 (kézirat)
- Struik, Dirk J.: A matematika rövid története, Gondolat Kiadó, Budapest, 1958
- Vekerdi László: Kiegészítés a Kofler: Fejezetek a matematika történetéből című könyvhöz, Gondolat Kiadó, Budapest, 1965

### Magyar
- Ligeti Béla: A magyar matematika története a XVIII. század végéig, Tankönyvkiadó, Budapest, 1953
- Szénássy Barna: A magyarországi matematika története, Akadémiai Kiadó, Budapest, 1970
- Szénássy Barna: Vázlatok a magyar matematika újkori történetéből, Tankönyvkiadó, Budapest, 1953

## Nyelvészettörténet
- Imre Sándor: A magyar irodalom és nyelv rövid története, Debrecen, 1865
- Imre Sándor: A magyar nyelv és nyelvtudomány rövid története, Debrecen, 1891
- Pongrácz Sándor: A magyar nyelv története, Budapest, 1910
- Szabó Mihály: Magyar nyelvbölcselet. A magyar nyelv története, Szeged, 1892
- Robert Henry Robins: A nyelvészet rövid története, Osiris Kiadó, Budapest, 1999, 294 p.

## Orvostudománytörténet

### Egyetemes
- Fekete Lajos: A gyógytan története rövid kivonatban, Pest, 1864 (elektronikus elérhetőség)
- Schusny Henrik: Az orvostan története és az egyetemek, Budapest, 1878
- Tamássy Károly: A gyógyszerészet története, Debrecen, 1883
- Nusz József: A katona-egészségügy rövid története, Budapest, 1895
- Szumowski Ulászló: Az orvostudomány története, Budapest, Magyar Orvosi Könyvkiadó, 1939, 646 p. (elektronikus elérhetőség)
- Farkaslaki Hints Elek: Az őskori és ókori orvostudomány, Budapest, 1939 (elektronikus elérhetőség)
- Pólya Jenő: Az orvostudomány regénye, Béta Irodalmi R. T., Budapest, 1942, 627 p.
- Székely Sándor: Az orvostudomány története, Medicina Könyvkiadó, Budapest, 1960, 272 p.
- Mayer Ferenc Kolos: Az orvostudomány története (Orvosok és a kulturtörténelem művelői részére), Téka Könyvkiadó, 1988, 382 p.
- Roy Porter: Vér és virtus – Az orvostudomány rövid története, HVG Könyvek kiadó, Budapest, 2003, ISBN 9789637525353, 216 p.
- Benke József: Az orvostudomány története, Medicina Könyvkiadó Zrt., Budapest, 2009, ISBN 9789632261546, 330 p.

### Magyar
- Thanhoffer Lajos: Az állatorvostudomány és állatorvosi szakoktatás története Magyarországon, Budapest, 1888
- Demko Kálmán: A magyar orvosi rend története tekintettel a gyógyászati intézmények fejlődésére Magyarországon a XVIII. századig, Lőcse, 1894, reprint kiadás: Históraantik Kiadó, elektronikus elérhetőség)
- Baradlai János – Bársony Elemér: A magyarországi gyógyszerészet története I–II., Budapest, 1930
- Salamon Henrik: A magyar stomatologia története a legrégibb időtől napjainkig, Budapest, 1942, 752 p.
- Daday András: Kuriózumok az orvostudomány magyarországi történetéből, Akadémiai Kiadó, Budapest, 2002, 596 p.
- Magyar orvoséletrajzi lexikon. Összeáll. Kapronczay Károly–Közrem. Tóth Magda. Budapest: Mundus Magyar Egyetemi Kiadó. 2004.  ISBN 963-950-132-8
- Daday András: Újabb kuriózumok az orvostudomány magyarországi történetéből, Akadémiai Kiadó, Budapest, 2005, ISBN 9630581485, 546 p.
- (szerk.) Bogdán Tibor: A magyar ortopédia története 1836-2008, Magyar Ortopéd Társaság,. Budapest, 2008, ISBN 978-963--06-5093-9, 293 p
- (szerk.) Sótonyi Péter: A magyar törvényszéki-igazságügyi orvostan története, Medicina Könyvkiadó Zrt., Budapest, 2009, ISBN 978-963-226-180-5, 160 p.

## Pedagógiatörténet

### Egyetemes
- Baló József: A nevelés története, Budapest, 1905
- Bittes Frigyes: A nevelés és oktatás története, Pest, 1872
- O. Browning: A nevelés elméletének története, Budapest, 1885
- Dölle Ödön: A nevelészet története, Pest, 1871
- Erdődi János: Neveléstörténet, Budapest, 1890
- Garamszeghy Lubrich Ágost: A nevelés történelme, Budapest, 1874–1878
- Gyulay Béla: Népoktatásunk a vegyesházbeli királyok alatt, Budapest, 1886
- Kiss Áron: A nevelés- és oktatás-történet kézi könyve, Budapest, 1892
- Molnár László: A nevelés történelme, Budapest, 1876
- Pruzsinszky Pál: A paedagogia története, Budapest, 1907
- Szabó Mihály: A nevelés története. Kiváló tekintettel a népnevelésre, Budapest, é. n.
- Szabó Miklós: A nevelés történelme, Budapest, é. n.
- Székely György: A filozófia és a pedagógia története, Budapest, é. n. [1910 k.]
- Mihályfi Ákos: A papnevelés története és elmélete, Budapest, 1896

### Magyar
- Békefi Remig: A népoktatás története Magyarországon 1540-ig, Budapest, 1906
- Békefi Remig: Az iskolázás története Magyarországon 1000-1883-ig, Budapest, 1907
- Molnár Aladár: A közoktatás története Magyarországon a XVIII. században, Budapest, 1881
- Szelényi Ödön: A magyar evangélikus nevelés története a reformációtól napjainkig, különös tekintettel a középiskolákra, Pozsony, 1917
- Váczy István: Népoktatásunk ezeréves történetének rövid áttekintése, Selmecbánya, 1896
- Fináczy Ernő:  Az ókori nevelés története. – Vezérfonal egyetemi előadásokhoz – Budapest (1906; 1922; 1926; 1984). ISBN 963 02 3034 8
- Fináczy Ernő:  A középkori nevelés története. – Vezérfonal egyetemi előadásokhoz – Budapest (1914; 1926; 1985). ISBN 963 02 3492 0
- Fináczy Ernő:  A renaissancekori nevelés története. – Vezérfonal egyetemi előadásokhoz – Budapest (1919; 1986). ISBN 963 02 4025 4
- Fináczy Ernő:  Az újkori nevelés története, 1600–1800. – Vezérfonal egyetemi előadásokhoz – Budapest (1927; 1986). ISBN 963 02 4378 4
- Fináczy Ernő:  Neveléselméletek a XIX. században. Budapest (1934)

## Politikatudomány-történet
- P. Janet: A politikai tudomány története, Budapest, 1891

## Statisztikatörténet
- Láng Lajos: A statisztika története, Budapest, 1913 (reprint kiadás: Históriaantik Kiadó)
- Szeless Ferenc A statisztika történeti fejlődése, Budapest, é. n.

## Pszichológiatörténet
- Mihail Jarosevszkij: A pszichológia története, Kossuth Kiadó, Budapest, 1968, 672 p.
- Maurice Reuchlin: A pszichológia története, Akadémiai Kiadó, Budapest, 1987, ISBN 9630546078, 148 p.
- Pléh Csaba: Pszichológiatörténet, Gondolat Kiadó, Budapest, 1992, 316 p.

## Teológiatörténet
- Zoványi Jenő: Theológiai ismeretek tára, Mezőtúr, 1894–1901
- Görföl Tibor – Kránitz Mihály: Teológusok lexikona, Osiris Kiadó, Budapest, 2002, ISBN 9633890837

## Történettudománytörténet

### Egyetemes
- Czakó Kálmán: A történetírás fejlődése, Budapest, 1976
- Erőss Vilmos: Modern historiográfia – az újkori történetírás egy története, Budapest, 2015
- Kriston Pál: A történetírás története, 9. kiad., Budapest, 2000
- Ernst Breisach: Historiográfia, Osiris Kiadó, Budapest, 2004. ISBN 9633894956

### Magyar
- Flegler Sándor: A magyar történetírás történelme – Sayous Eduard: A magyar történelem kútforrásai, Budapest, 1877, 303 p.
- Pick Miksa: Régi magyar történetírás. Budapest, 1888. Online
- Nógrády László: A magyarnyelvű történetírás 1820-ig, Stampfel Károly, Pozsony–Budapest, 1903, 64 p.
- Gunst Péter: A magyar történetírás története, Debrecen, 2000
- Romsics Ignác: Clio bűvöletében. Magyar történetírás a 19–20. században – nemzetközi kitekintéssel; Osiris, Bp., 2011